# Člen korespondent
Člen korespondent (také dopisující člen) je člen Akademie věd, zpravidla na základě volby prováděné valným shromážděním členů Akademie. Vedle tohoto vědeckého titulu existuje ještě vyšší titul řádného člena Akademie nebo akademika jako nejvyššího vědeckého titulu.